# ASCOD Pizarro / Ulan
El vehículo de combate de infantería ASCOD (en inglés siglas de Austrian Spanish Cooperation Development), en España Pizarro, en honor al conquistador español Francisco Pizarro, y en Austria Ulan, 'ulano', es un desarrollo conjunto entre la compañía austriaca Steyr-Daimler-Puch AG y la española Santa Bárbara Sistemas (ahora como unidad de General Dynamics). La familia ASCOD incluye el carro de combate ligero, LT 105, equipado con un cañón de 105 mm, una lanzadera de misiles antiaéreos, una lanzadera de misiles anticarro, un portador de morteros, un vehículo de apoyo y recuperación, un vehículo de mando y control, una ambulancia, un observador de artillería.
En 2023 el gobierno español aprobó la fabricación del VAC, que se basa en la plataforma Ascod.

## Desarrollo

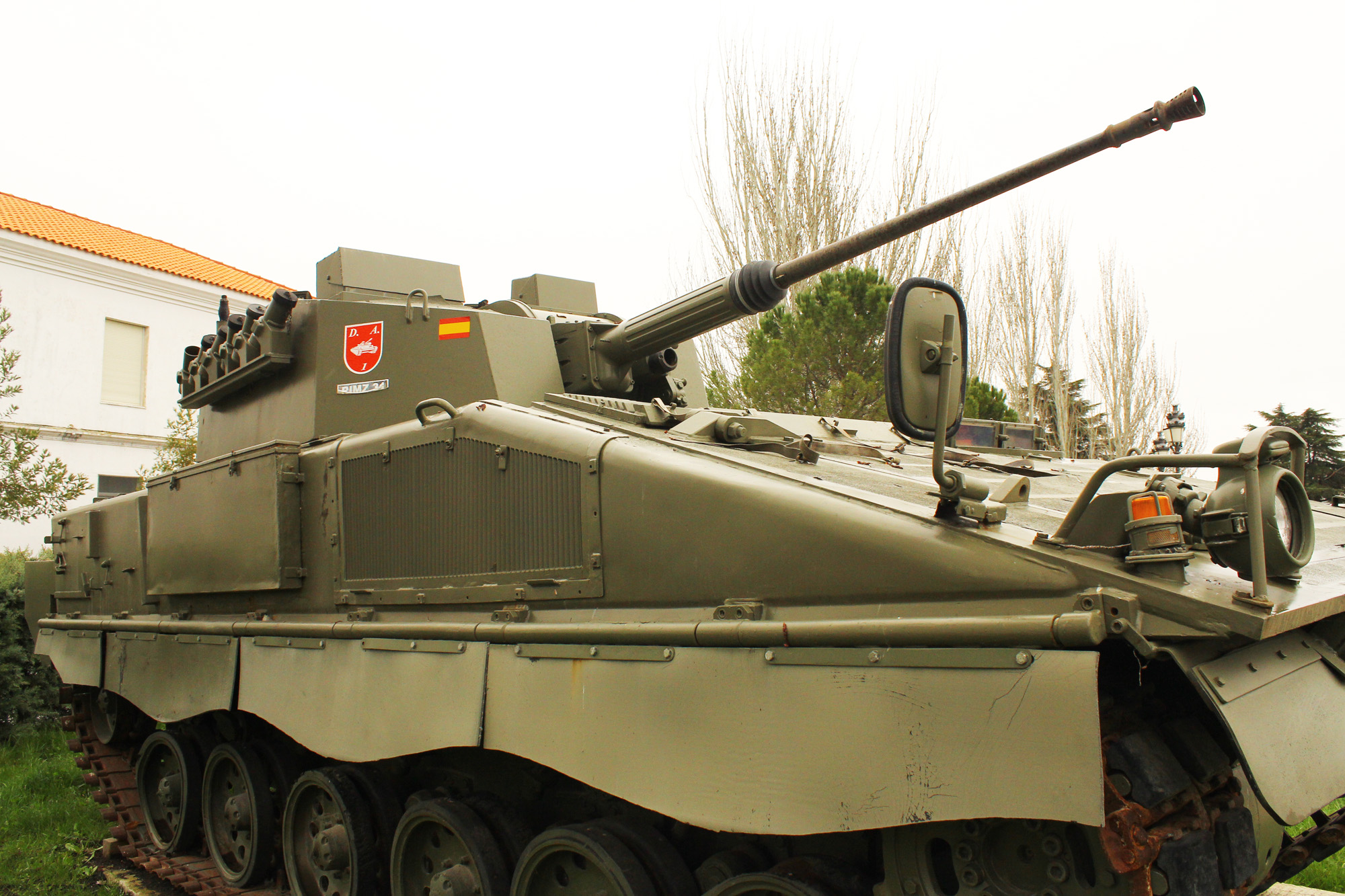
Uno de los prototipos de Pizarro fabricado en 1993. Fue sometido a duras pruebas de impactos de proyectiles, minas, etc., y posteriormente fue reparado. Se conserva en el museo de medios acorazados El Goloso.

La cooperación entre Austria y España comenzó unos años antes cuando la empresa Steyr-Daimler-Puch produjo un desarrollo del blindado BMR-600 denominada Pandur. La colaboración entre Steyr y Santa Barbara no acabó ahí.
El ASCOD fue diseñado para reemplazar los viejos vehículos de combate blindados de los ejércitos español y austriaco, como el transporte blindado de personal M113. El Ulan, la versión austriaca, sería un flexible complemento al carro pesado Leopard 2A4, lo que permitiría a Austria desarrollar una fuerza de intervención rápida. El primer prototipo del ASCOD fue probado en 1992 y solo pudo producirse cuatro años más tarde. El ASCOD es una moderna solución para actualizar las unidades acorazadas de ambos ejércitos.
El proyecto Pizarro formaba parte del programa Coraza puesto en marcha para sustituir los viejos vehículos M113, cuyo diseño data de los años 1960. Un programa similar se había puesto en marcha en Austria al mismo tiempo. En el año 2005, el ejército austriaco estaba equipado con 112 Ulan y el ejército español con 144 Pizarro (123 VCI/C y 21 VCPC). En el año 2004, el Ministerio de Defensa español encargó otros 212 vehículos (170 VCI/C, 5 VCPC, 28 VCOAV, 8 VCREC y 1 VCZ) por un valor de 707,5 millones de euros. Esta cifra, del año 2004, ha quedado recortada en el número de vehículos por el Estado Mayor del Ejército a 191 (al inicio con 149 VCI/C, 5 VCPC, 28 VCOAV, 8 VCREC y 1 VCZ) (con posterioridad fueron variando en las versiones a 106 VCI/C, 27 VCOAV, 10 VCREC y 48 VCZ) y un aumento del coste de esta modificación que se incrementa hasta 786,94 millones de euros incluyendo la revisión de precios, quedando en el aire si se realizará una tercera fase del programa Pizarro que eran las contempladas en el proyecto Coraza.

## Diseño

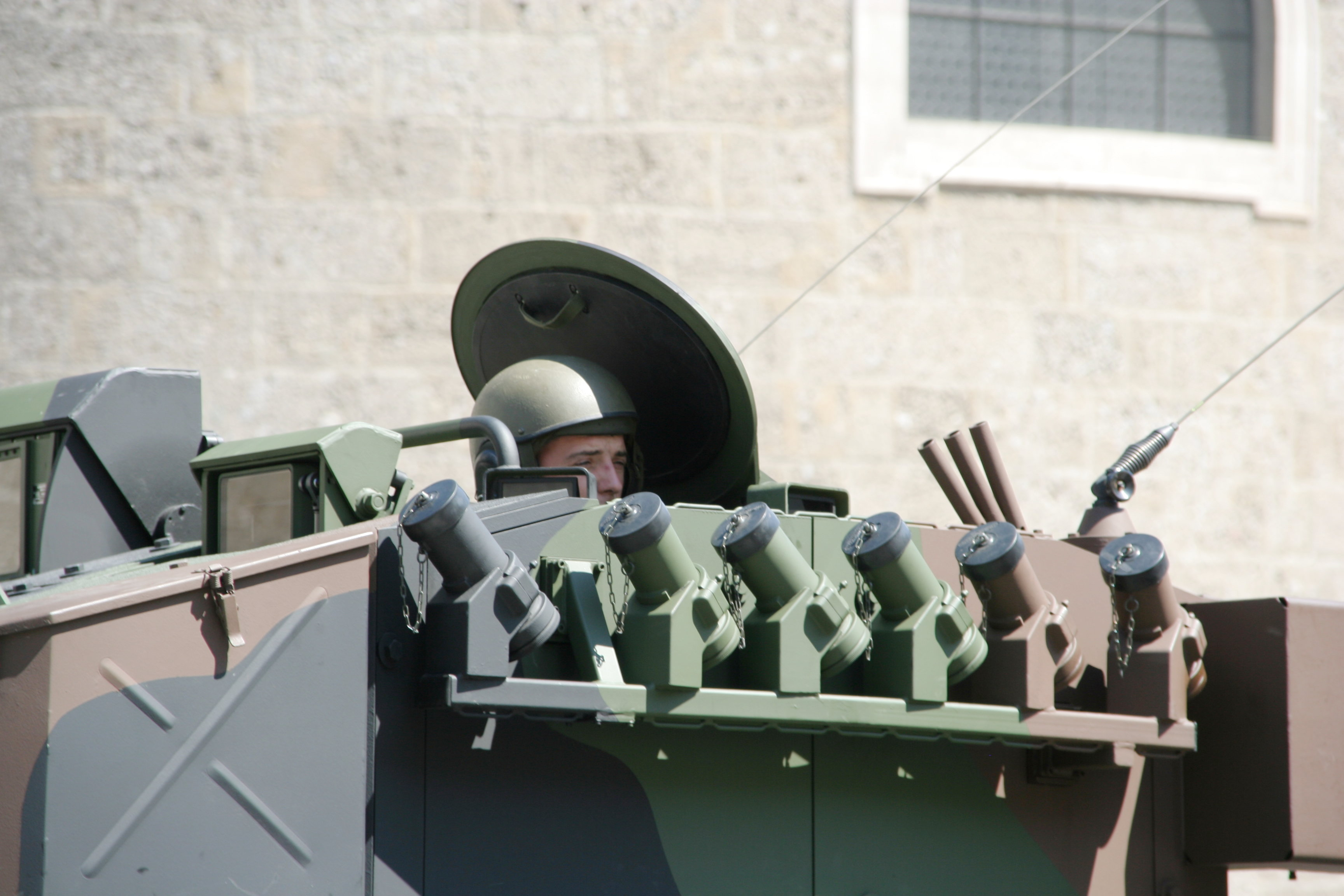
Lanzafumígenos y escotilla del Ulan

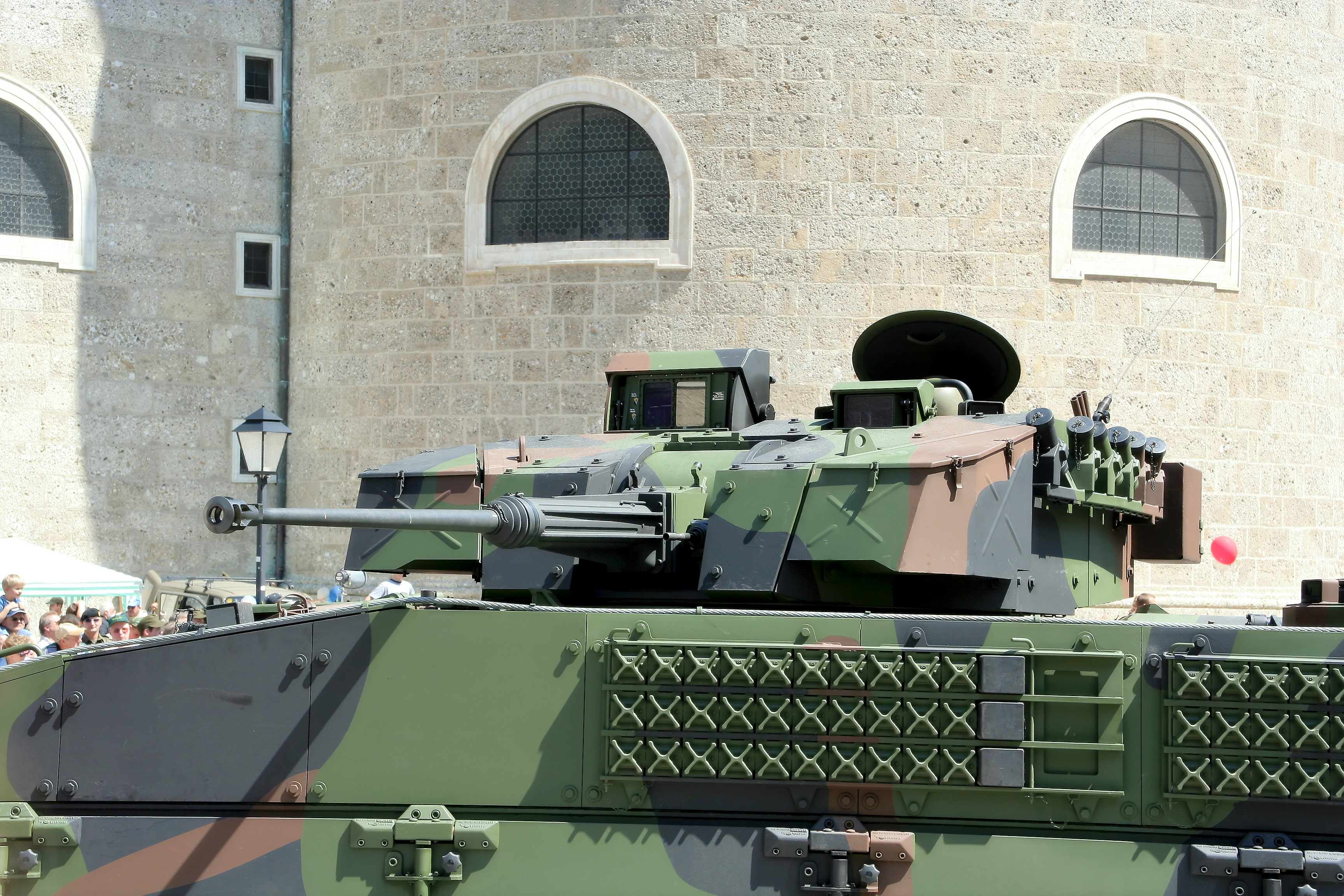
Torreta con el cañón Rheinmetall MK 30 de 30 mm del Ulan

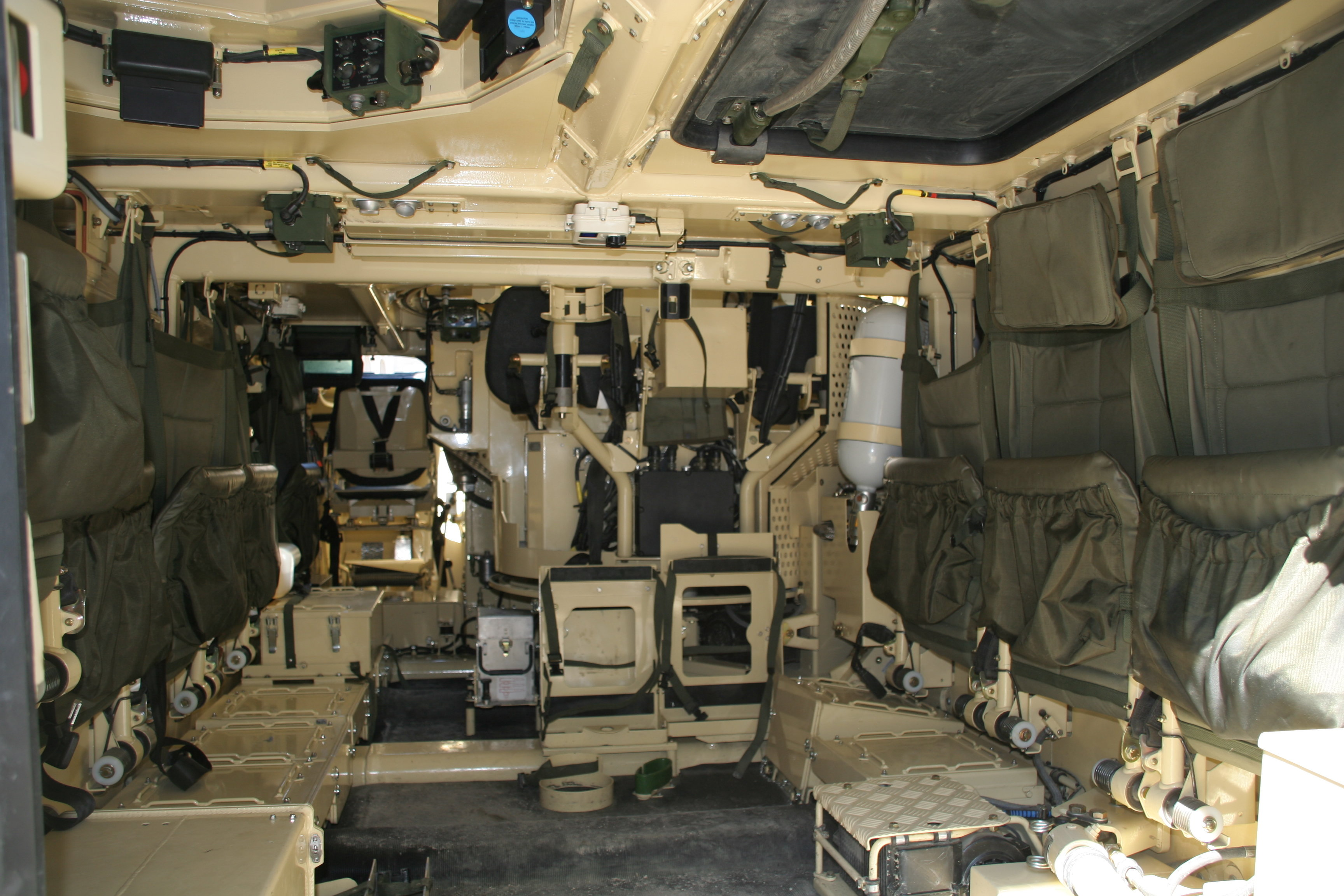
Interior del Ulan

El ASCOD monta un cañón automático Rheinmetall MK30-2 de 30 mm en una torreta electromecánica con un giro de 360°. La torreta está estabilizada tanto en el plano horizontal como vertical. El control de fuego lo proporciona el sistema Mk-10 de Indra Sistemas con balística digital computerizada, canal térmico y láser. Futuras versiones del Mk-10 incluirán imagen termal VC2. El armamento secundario es una ametralladora de 7.62 mm. Por armamento es comparable al M2 Bradley y al CV 90.

### Construcción

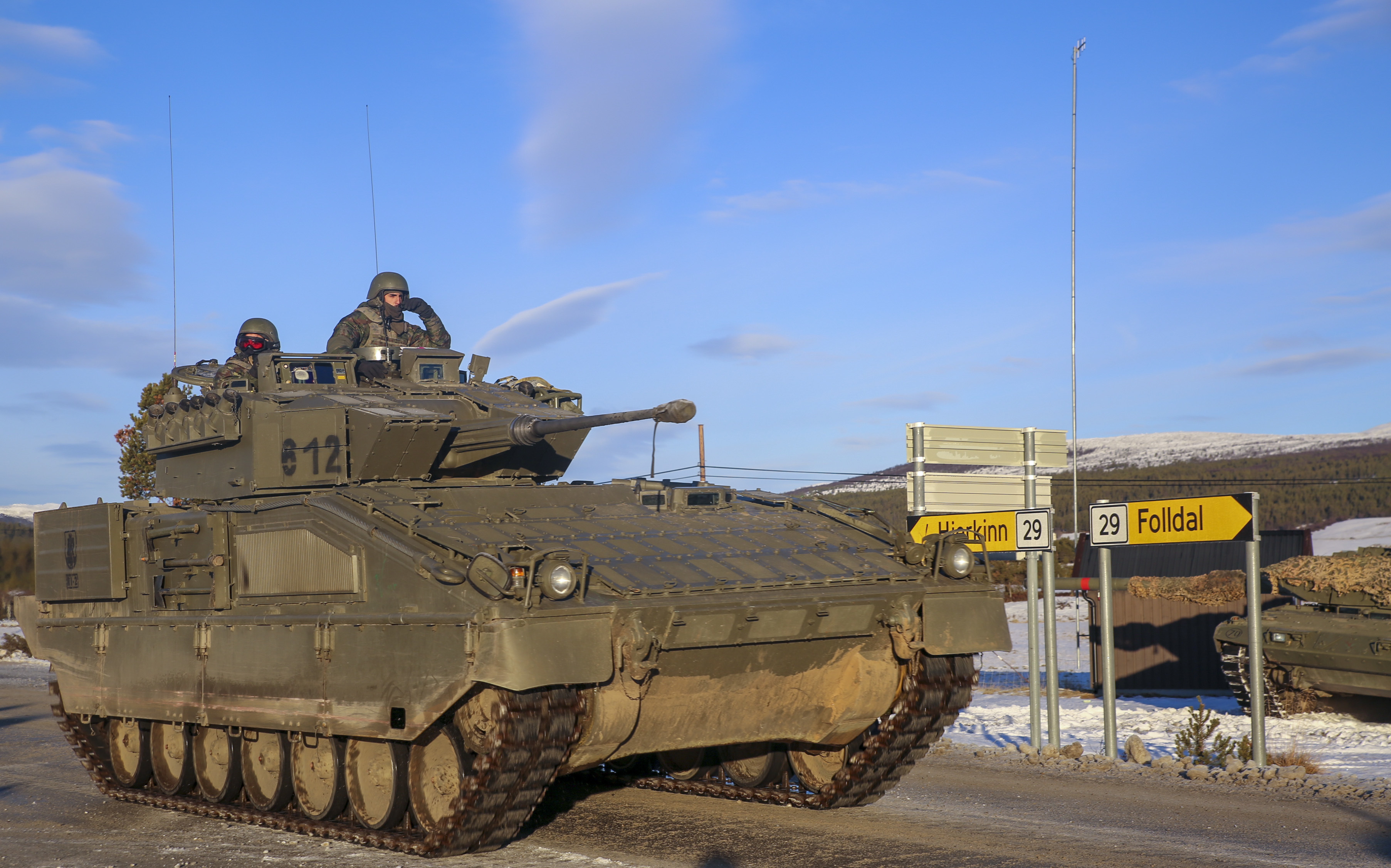
Pizarro español durante las maniobras del ejercicio «Trident Juncture 18» en Noruega, año 2018.

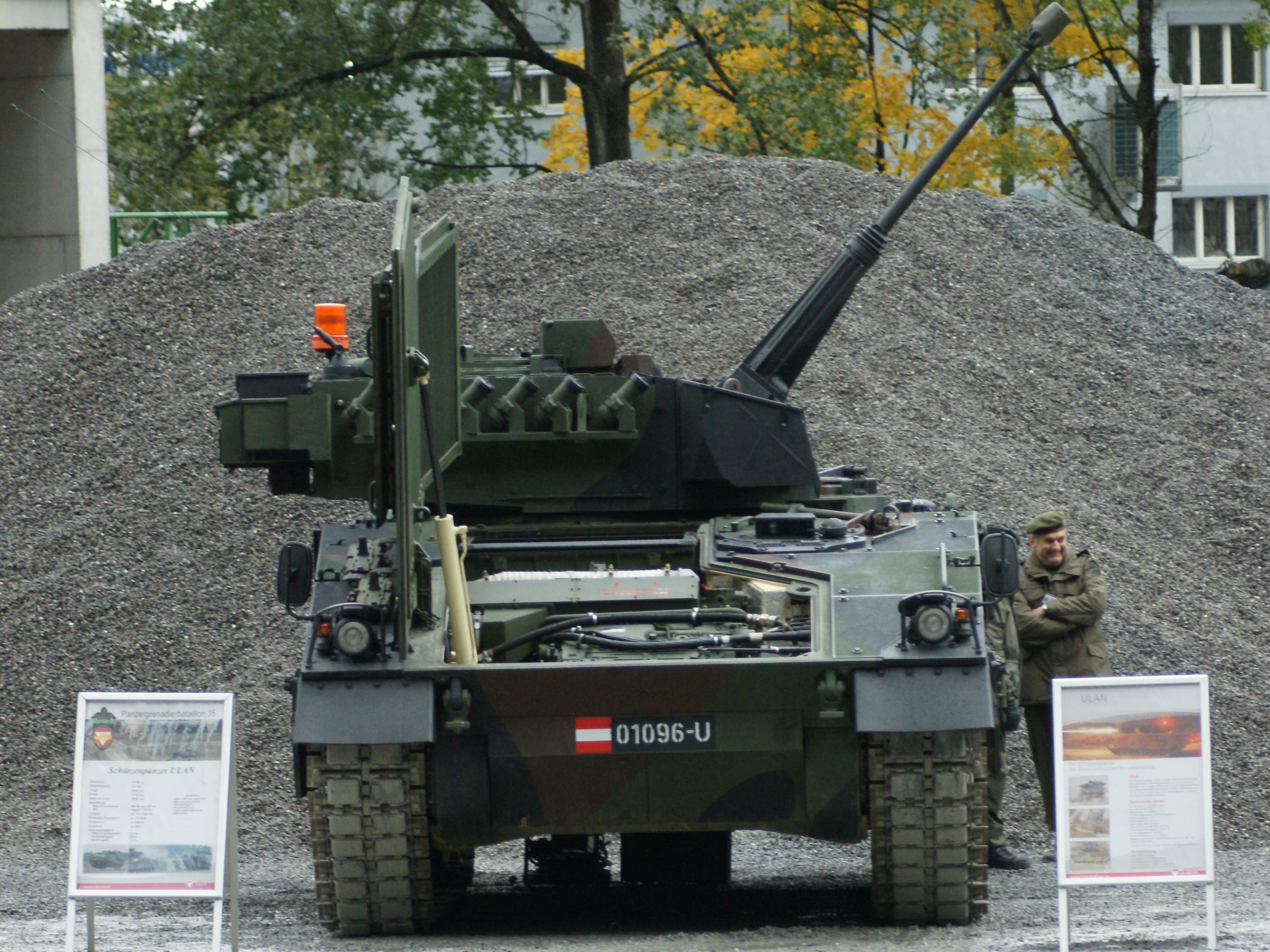
Un ejemplar del Ulan

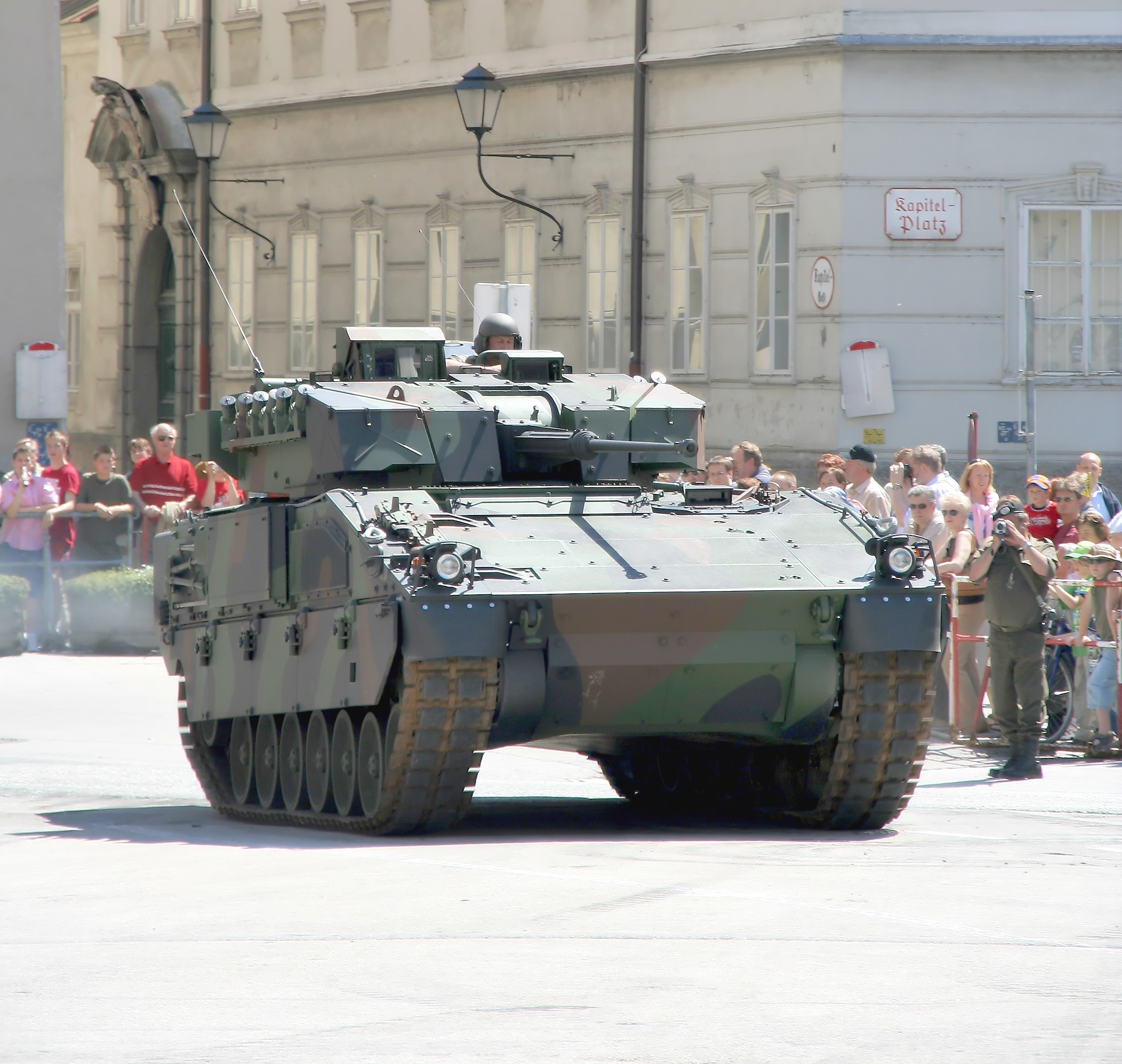
Ulan del Ejército austriaco

La coraza del ASCOD está formada por una gruesa coraza de acero resistente a proyectiles AP de 14,5 mm disparados desde 500 m y munición AP de 7,62 mm en todo su casco disparada a quemarropa. Para protegerse contra proyectiles APFSDS (del inglés Armour-Piercing Fin-Stabilised Discarding-Sabot) de 30 mm a 100 m pueden añadírsele planchas de acero en su frontal. A pesar de este incremento de peso y de protección, los VCI necesitan emplear blindaje reactivo para protegerse de las cargas huecas lanzadas por la infantería enemiga. El blindaje reactivo que dota a los VCI no es tan eficaz como el de los carros. La razón es que cuando detona, la plancha trasera del «sándwich» reactivo destroza el delgado blindaje del vehículo. Por ello, ha habido que desarrollar un blindaje reactivo de «explosión controlada» para equipar a los VCI; blindaje que, por su parte, no aporta gran protección contra las municiones AP 14,5 mm. Para conseguir una protección contra ambas amenazas se puede poner una capa encima de otra (más peso todavía). Sin embargo este no debe considerarse un problema exclusivo del Pizarro, sino un mal bastante común entre los VCI modernos.
Además cuenta con dos packs de lanzagranadas de humo a ambos lados de la torreta. Asimismo se le puede instalar un sistema de alerta láser y uno de alerta NBQ (nuclear, biológico, químico).

### Motorización
El Pizarro monta un motor MTU 8V 183 TE22 de 441 kilovatios (600 CV) (a 2300 r.p. m.) de 14,62 litros (14 620 cm³) de cilindrada mientras que el Ulan monta un MTU 8V 199 TE20 de 530 kilovatios (721 CV) (a 2300 r.p. m.) de 15,9 litros (15 900 cm³) de cilindrada. Ambos usan la transmisión hidromecánica Renk HSWL 106C y una suspensión de barra de torsión. A excepción de los de la II fase del programa Pizarro, que montarán el motor del Ulan y una transmisión desarrollada por Sapa Placencia SG-850. Su velocidad máxima es de 70 km/h.

## Componentes

### Versión española
Alemania —  España

#### Estructura
| Sistema | País              | Fabricante             | Notas                              |
| ------- | ----------------- | ---------------------- | ---------------------------------- |
| Barcaza | Bandera de España | Santa Bárbara Sistemas | Empresa vendida a General Dynamics |
| Torreta | Bandera de España | Santa Bárbara Sistemas | Empresa vendida a General Dynamics |

#### Electrónica
| Sistema                    | País              | Fabricante     | Notas |
| -------------------------- | ----------------- | -------------- | ----- |
| Sistema de control de tiro | Bandera de España | Indra Sistemas |       |
| Sistemas optrónicos        | Bandera de España | Indra Sistemas |       |

#### Armamento
| Sistema       | País                                    | Fabricante                         | Notas |
| ------------- | --------------------------------------- | ---------------------------------- | --- |
| Cañón         | Bandera de Alemania                     | Mauser                             | MK 30-2 de 30 mm |
| Ametralladora | Bandera de Alemania · Bandera de España | Rheinmetall Santa Bárbara Sistemas | Modelo MG3 de 7,62 mm fabricada por Santa Bárbara Sistemas bajo licencia de Rheinmetall Empresa española vendida a General Dynamics |

#### Propulsión
| Sistema     | País                                    | Fabricante                                 | Notas |
| ----------- | --------------------------------------- | ------------------------------------------ | --- |
| Suspensión  | Bandera de España                       | Santa Bárbara Sistemas                     | Empresa española vendida a General Dynamics Para la versión española, el sistema de amortiguador rotativo es diseñado y fabricado por Piedrafita |
| Rodaje      | Bandera de España                       | Santa Bárbara Sistemas                     | Empresa española vendida a General Dynamics |
| Transmisión | Bandera de España                       | Renk AG                                    | Para la versión española se ha incorporado una transmisión binaria SG 850 diseñada por Sapa Placencia                                            |
| Motor       | Bandera de Alemania · Bandera de España | MTU Friedrichshafen Empresa Nacional Bazán | Fabricado por Empresa Nacional Bazán bajo licencia de MTU Friedrichshafen                                                                        |

## Versiones
En realidad el ASCOD no dejó de ser una asociación de intereses comunes para reducir costes. El programa resultó en que cada usuario tuvo su propia versión propia. El Pizarro y el Ulan tenían blindaje diferente, motor diferente, orugas diferentes, sistemas de control de disparo diferentes y suspensión diferente. Se respetó que cada país utilizara tantos componentes locales como fuera posible para su propia versión.
El Pizarro español acabó siendo más ligero, menos blindado, con motor más pequeño y orugas más estrechas. El Ulan austriaco tenía un blindaje más pesado, motor más potente y orugas más anchas, por lo que se llamó ASCOD 2.
Posteriormente cuando España realizó un segundo pedido se encargó la variante llamada Pizarro Fase 2  con el mismo motor y orugas que el Ulan. Austria recibió la oferta de comprar un Ulan mejorado (Ulan 2), pero no mostró interés en comprarlo.
- Pizarro: designación española de la familia ASCOD con sus variantes:[3]
  - VCI/C: Vehículo de Combate Infantería/Caballería.
  - VCPC: Vehículo de puesto de mando.
  - VCOAV: Vehículo de Observador Avanzado.
  - VCREC: Vehículo Recuperador.
  - VCZ: Vehículo de Combate de Zapadores.
- Ulan: designación austriaca de la familia ASCOD.
- SV: designación británica de la familia ASCOD.
- LT 105: carro de combate ligero creado para la exportación con una torreta diseñada por General Dynamics y armado con un cañón de 105 mm.
- ASCOD 2 Sabrah: Se trata de un nuevo desarrollo de carro de combate ligero creado por Elbit Systems para el ejército filipino en dos versiones: una de ruedas basada en el vehículo Pandur II y otra de cadenas, basada en el ASCOD 2, en ambos casos adoptando una torreta desarrollada por la firma israelí. El contrato inicial, firmado en 2022 incluye el suministro de 18 carros basados en el ASCOD 2.

## Operadores
Austria (112)

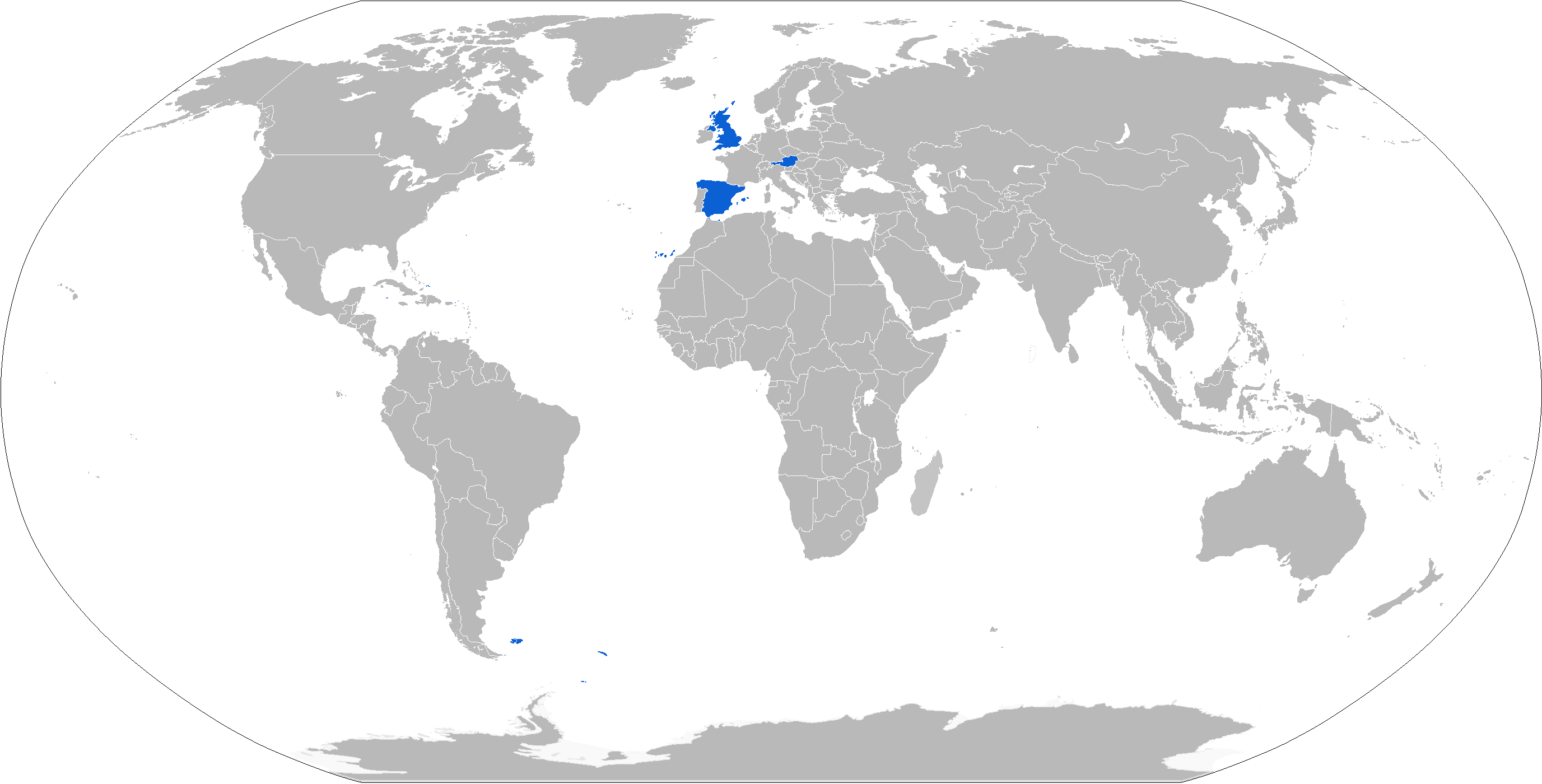
Mapa de operadores de ASCOD en azul.

- 112 versión ASCOD Ulan entregados entre 2001 y 2005.

 España (261)
- El Ejército de Tierra de España ha adquirido en una primera fase, que finalizó en el año 2003, 123 vehículos Pizarro de la versión VCI/C y 21 de la VCPC con su correspondiente apoyo logístico. En una segunda fase iniciada en 2006 se preveía adquirir 212 vehículos más 170 VCI/C, 5 VCPC, 28 VCOAV, 8 VCREC y 1 VCZ,[3] cifra que ha quedado reducida a 106 VCI/C, 27 VCOAV, 10 VCREC y 48 VCZ por la crisis económica de 2008-2011. Todas las unidades deberán estar entregadas a finales de 2013.[2] Debido a la crisis económica, el número de unidades recibidas en la segunda fase ha sido de 117, 81 VCI/C y 36 VCZ, dejando un total de 261.

- 204 VCI/C
- 21 VCPC
- 36 VCZ

El programa Pizarro se dio por completado en España con la entrega de las últimas 11 unidades del VCZ "Castor"
 Reino Unido
- El Gobierno británico ha seleccionado a General Dynamics para proveer a su Ejército de Tierra con al menos 589 vehículos blindados ASCOD SV.[9]

 Tailandia
- Cuerpo de Marines Reales de Tailandia. Realizó un pedido de 15 tanques ligeros ASCOD LT-105 en 1999.[10]

### Vehículos similares
- Marder
- Schützenpanzer Puma
- Lynx
- ZBD-2000
- ZBD-97
- K-200/KIFV
 K-21 IFV
- AIFV
 M2/M3 Bradley
- AMX-10P
- Namera
  Achzarit
- Dardo
- Tipo 89 VCI
- VCI Anders
- FV510 Warrior
- BMP-3
  BMP-T
- Bionix VCI
- CV90/CV9030/CV9040
- TAM VCTP

### Listas relacionadas
- Anexo:Materiales del Ejército de Tierra de España